# Huidskleur

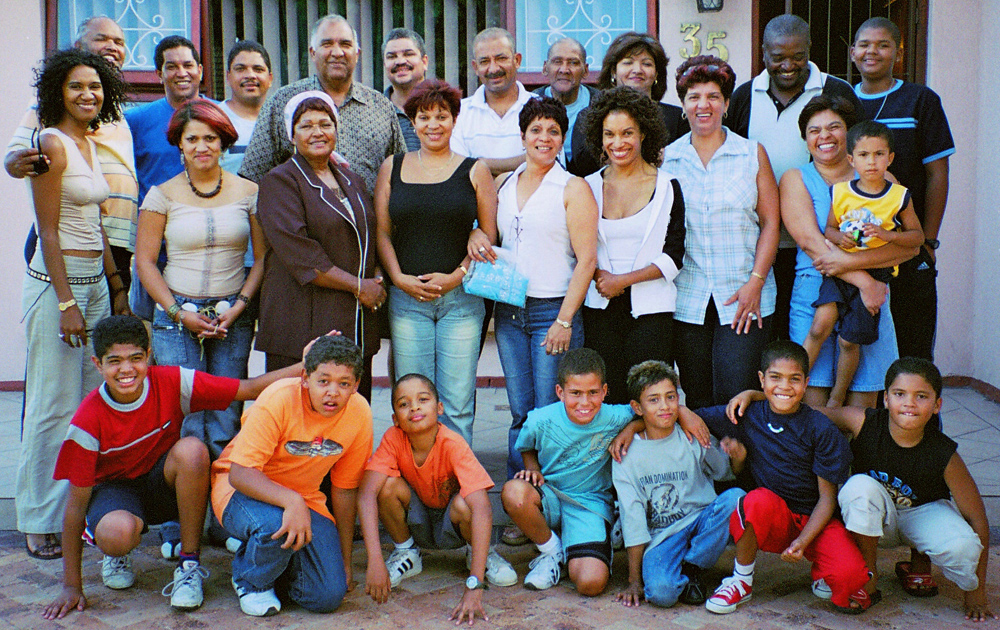
Dit portret van een familie 'kleurlingen' uit Zuid-Afrika toont een deel van het spectrum van lichte tot donkere huid

Huidskleur is de kleur van de menselijke huid, die varieert van bijna zwart en donkerbruin tot licht-beige of -roze naar bijna wit. Iemands huidskleur is het product van de genen van beide biologische ouders en de invloed van zonlicht.
Huidpigmentatie ontstond als een evolutionaire adaptatie om de nadelige effecten van ultraviolet-straling te beheersen. In donkere huid dringt deze straling in mindere mate binnen. Desondanks kan ook een zwarte huid binnen een uur verbranden op een dag met hoge zonkracht in Nederland. Donkere huid ontwikkelde zich op droge en zonnige plaatsen, terwijl lichte huid, die vitamine D aanmaakt op basis van kleine hoeveelheden zonlicht, zich later opnieuw ontwikkelde als adaptatie voor mensen die in noordelijker streken waren gaan wonen.
De huidskleur van een individu wordt beïnvloed door tal van stoffen, waarvan het pigment melanine veruit de belangrijkste is. Melanine maakt de huid donkerbruin. Lichte huid krijgt zijn kleur voornamelijk door het blauwachtig witte bindweefsel onder de dermis en door de hemoglobine in de bloedvaten van de dermis. Iemands huidskleur is niet overal op het lichaam gelijk. Zo is de huid op de handpalmen en voetzolen doorgaans lichter en van de genitaliën donkerder van kleur.
De huidskleur van een individu kan tijdelijk donkerder of roder worden (bruinen) door blootstelling aan zonlicht. De rode kleur van de huid kan toenemen door lichaamsbeweging of stimulatie van het zenuwstelsel. Vrouwen hebben gemiddeld een iets lichtere huidskleur dan mannen.
In veel samenlevingen is huidskleur een belangrijke indicator van groepslidmaatschap of sociale status. Racisme wordt vaak op verschillen in huidskleur gestoeld. Al eeuwenlang geniet lichte huid de voorkeur in Europa en later – door kolonisatie en globalisatie – ook elders in de wereld. Bij blanken zelf wordt een licht gebruinde huid dan weer vaak als aantrekkelijk beschouwd.

## Genetische factoren

Huidskleurkaart volgens R. Biacutti met data van vóór 1940 op basis van de kleurenschaal van Renatto Luschan

De kleur van de huid wordt bepaald door de hoeveelheid en het type pigment (melanine) in de huid. Er zijn twee typen melanine: feomelanine (rood tot geel) en eumelanine (donkerbruin tot zwart). Van beide soorten wordt de hoeveelheid en het type bepaald door vier tot zes genen. De mens erft één zo'n gen van de vader en een van de moeder. Van deze genen komen diverse allelen voor, wat resulteert in een variëteit van verschillende huidskleuren.
Een donkere huid beschermt tegen ultraviolet licht en in het verleden werd dan ook aangenomen dat het mechanisme van natuurlijke selectie dat leidde tot een donkere huid in gang was gezet door de grotere kans op huidkanker voor mensen met een lichtere huid. Aangezien dit meestal pas optreedt na de reproductieve leeftijd, wordt dit tegenwoordig niet meer aannemelijk geacht.
Tegenwoordig wordt aangenomen dat huidskleur een compromis is tussen enerzijds fotobescherming en anderzijds fotosynthese. De bescherming is van belang om de vernietiging van het essentiële vitamine-B foliumzuur door UVA en UVB-straling tegen te gaan. Foliumzuur is noodzakelijk voor DNA-synthese bij celdeling, en een te lage hoeveelheid foliumzuur kan bijvoorbeeld bij zwangere vrouwen leiden tot geboorteafwijkingen.
Fotosynthese is van belang om een gebrek aan vitamine D te voorkomen. Het voordeel van een lichte huid is dat deze huid het zonlicht niet zo effectief blokkeert als de donkere huid, wat leidt tot een hogere productie van vitamine D3, de vitamine die noodzakelijk is voor kalkopname en botgroei.
Van de evolutie van de diverse huidskleuren wordt gesteld dat ze is ontstaan doordat de behaarde voorouders van de mens, zoals mensapen, een lichtgekleurde huid onder hun lichaamshaar hadden. Toen ze door evolutie hun inmiddels nutteloos geworden lichaamsbeharing kwijtraakten ontwikkelden ze in het zeer zonnige Afrika een donkerder huid, om het niveau van foliumzuur aanvaardbaar te houden. Vanaf het moment dat de mens naar minder zonnige regionen migreerde, werd het lage vitamine D3 niveau een probleem en werd de huid weer lichter. Door latere migraties naar gebieden met minder ultraviolette straling werd daar de huidskleur lichter. Dit proces vond meerdere keren plaats op verschillende wijze, een vorm van convergente evolutie. Waar huidskleur daarmee vooral afhankelijk lijkt te zijn van de hoeveelheid ultraviolette straling en daarmee locatie, lijkt bij oogkleur en haarkleur genetische drift een belangrijke rol te spelen en mogelijk ook seksuele selectie.
De Inuit en de Yupik zijn uitzonderingen, zij hebben ondanks het feit dat ze in een extreem zon-arme omgeving leven hun relatief donkere huid behouden. Dit kan wetenschappelijk worden verklaard door het feit dat hun voedingspatroon (het zijn vleeseters) traditioneel veel vitamine D bevat.
Albinisme is een aandoening die wordt gekenschetst door de afwezigheid van melanine, hetgeen resulteert in een witte huid en wit haar. Albinisme is een genetische mutatie.

## Ras
De huidskleur en de variaties hierin worden gebruikt als een criterium om iemands vermeende ras te bepalen, zie hierover ook het lemma racisme.